# Dschügderdemidiin Gürragtschaa
Dschügderdemidiin Gürragtschaa (Sansar) (mongolisch Жүгдэрдэмидийн Гүррагчаа (Сансар); * 5. Dezember 1947 in Gurwanbulag, Bulgan-Aimag, Mongolische Volksrepublik) ist ein Ingenieur und ehemaliger Kosmonaut. Er war als erster und bisher einziger Mongole im Weltraum.

## Leben
Nachdem Dschügderdemidiin Gürragtschaa in Ulan Bator Luft- und Raumfahrttechnik studiert hatte, schloss er 1977 erfolgreich seine Ausbildung zum Ingenieur für Luft- und Raumfahrttechnik an der Militärakademie für Ingenieure der Luftstreitkräfte „Prof. N. J. Schukowski“ ab. Er wurde am 1. März 1978 als Kosmonaut des Interkosmos-Programmes aufgenommen. 1981 flog er als Forschungskosmonaut mit der zehnten Gastmannschaft der Saljut 6 in den Weltraum. Zubringerraumschiff war Sojus 39. Mit der Landung am 30. März 1981 schied er aus dem Kosmonautenkorps aus.
Gürragtschaa wurde Generalmajor der mongolischen Luftstreitkräfte. Später wurde er zum Stellvertretenden Vorsitzenden des Zentralen Verteidigungsrates der Mongolischen Volksrepublik berufen. Dazu war Gürragtschaa Leiter eines wissenschaftlichen Institutes in Ulan Bator. Seit 1997 trägt Gürragtschaa den Namen Sansar („Weltraum“) an Stelle eines mongolischen Clannamens, nachdem die Kenntnis seiner tatsächlichen Zugehörigkeit zu einem Clan aufgrund eines Verbotes in der kommunistischen Zeit verloren gegangen war. Von 2000 bis 2004 war Generalmajor Gürragtschaa Verteidigungsminister seines Landes.
Gürragtschaa ist verheiratet und hat ein Kind.